# La Fouillouse

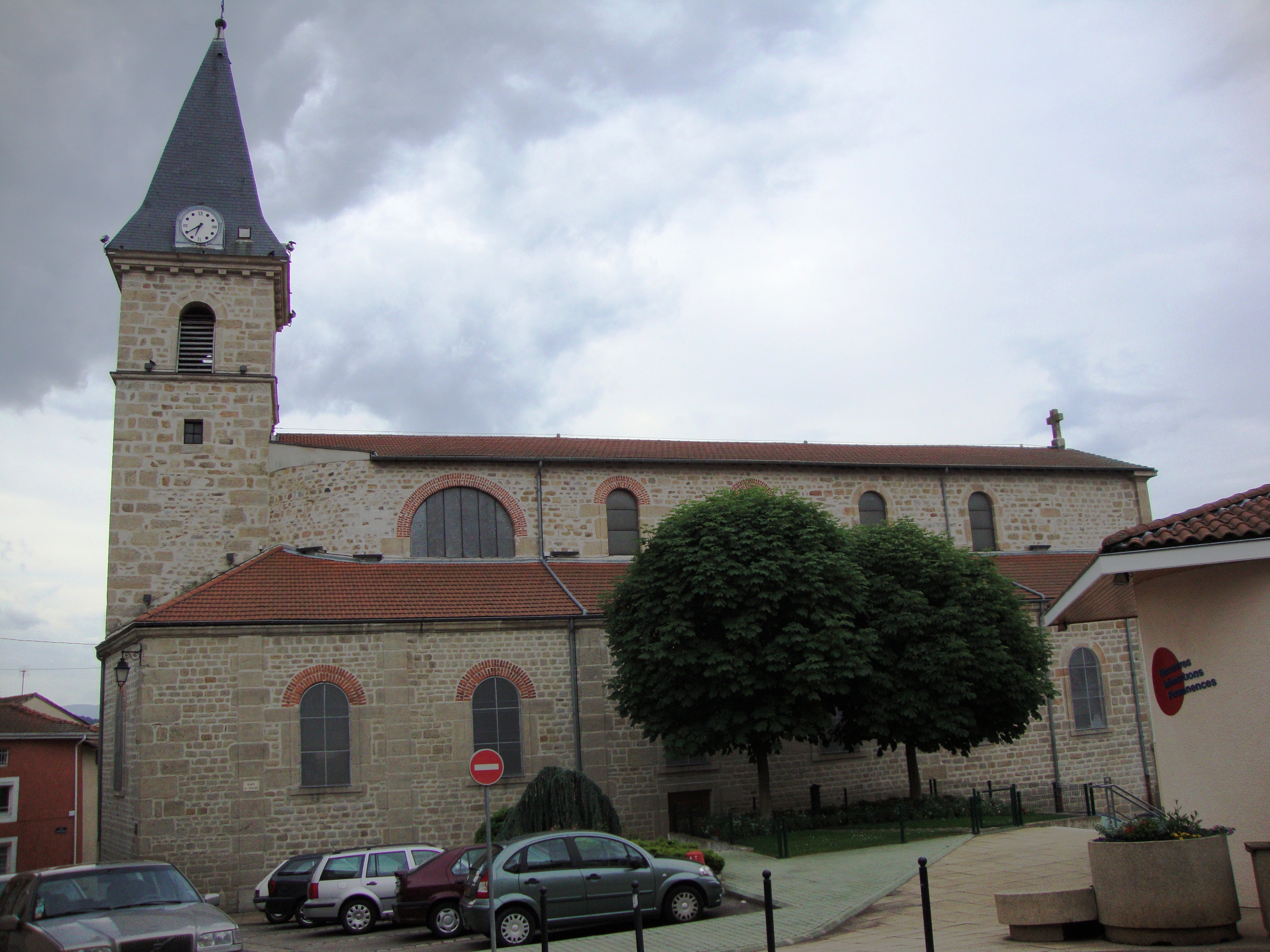
Kościół w Fouillouse, 2010

Fouillouse – miejscowość i gmina we Francji, w regionie Owernia-Rodan-Alpy, w departamencie Loara.
Według danych na rok 1990 gminę zamieszkiwało 4035 osób, a gęstość zaludnienia wynosiła 196 osób/km² (wśród 2880 gmin regionu Rodan-Alpy Fouillouse plasuje się na 216. miejscu pod względem liczby ludności, natomiast pod względem powierzchni na miejscu 481.).